# The Dusty Foot on the Road
Albums de K'Naan
The Dusty Foot Philosopher
(2005) Troubadour
(2009)
The Dusty Foot on the Road est un album live de K'Naan sorti le 25 juin 2007.

## Titres
1. "Wash It Down"
2. "The African Way" - 4:21
3. "What's Hardcore?" - 3:36
4. "In the Beginning" - 3:22
5. "Smile" - 4:30
6. "Strugglin' " - 4:30
7. "Be Free"
8. "Until the Lions Learn to speak" - 2:56
9. "Voices in My Head" - 4:01
10. "Is It a Myth?"
11. "My God" (feat. Mos Def)
12. "By the End of the Day"
13. "Soobax" - 3:41